# Алстон (Джорджія)
Алстон (англ. Alston) — місто (англ. town) в США, в окрузі Монтгомері штату Джорджія. Населення — 178 осіб (2020).

## Географія
Алстон розташований за координатами 32°5′12″ пн. ш. 82°28′49″ зх. д. / 32.08667° пн. ш. 82.48028° зх. д. (32.086595, -82.480213).  За даними Бюро перепису населення США в 2010 році місто мало площу 7,44 км², з яких 7,38 км² — суходіл та 0,07 км² — водойми.

## Демографія
Згідно з переписом 2010 року, у місті мешкало 159 осіб у 66 домогосподарствах у складі 51 родини. Густота населення становила 21 особа/км².  Було 76 помешкань (10/км²).
Расовий склад населення:
| - 84,3 % — білих - 12,6 % — чорних або афроамериканців - 1,3 % — осіб інших рас |

До двох чи більше рас належало 1,9 %. Частка іспаномовних становила 1,3 % від усіх жителів.
За віковим діапазоном населення розподілялося таким чином: 15,1 % — особи молодші 18 років, 62,9 % — особи у віці 18—64 років, 22,0 % — особи у віці 65 років та старші. Медіана віку мешканця становила 45,6 року. На 100 осіб жіночої статі у місті припадало 91,6 чоловіків;  на 100 жінок у віці від 18 років та старших — 95,7 чоловіків також старших 18 років.
Середній дохід на одне домашнє господарство  становив 59 079 доларів США (медіана — 41 250), а середній дохід на одну сім'ю — 65 957 доларів (медіана — 56 250). За межею бідності перебувало 14,5 % осіб, у тому числі 16,0 % дітей у віці до 18 років та 18,2 % осіб у віці 65 років та старших.
Цивільне працевлаштоване населення становило 55 осіб. Основні галузі зайнятості: роздрібна торгівля — 25,5 %, освіта, охорона здоров'я та соціальна допомога — 20,0 %, виробництво — 10,9 %, будівництво — 9,1 %.